# Alto-mar

Áreas fora da zona econômica exclusiva em azul escuro.

Alto-mar é um conceito de direito do mar, definido como sendo todas as partes do mar não incluídas no mar territorial e na zona econômica exclusiva de um Estado costeiro, nem nas águas arquipelágicas de um estado arquipélago. Em outras palavras, alto-mar é o conjunto das zonas marítimas que não se encontram sob jurisdição de nenhum Estado. Nos termos do direito do mar, qualquer reivindicação de soberania sobre tais zonas, da parte de um estado, é ilegítima.
O limite interior do alto-mar corresponde ao limite exterior da zona econômica exclusiva, que é fixado a, no máximo, 200 milhas náuticas (370 quilómetros) da costa. Mas há no tratado uma possibilidade de ampliação em mais 150 milhas náuticas sobre a extensão da Plataforma Continental. Brasil e Portugal fizeram esse pedido, que estão sob análise da ONU.
No alto-mar, vigora o princípio da "liberdade do alto-mar": são livres a navegação, o sobrevoo, a pesca, a pesquisa científica, a instalação de cabos e dutos e a construção de ilhas artificiais. Outro princípio de direito do mar aplicável o alto-mar é o do uso pacífico.
A única jurisdição aplicável a um navio em alto-mar é a do estado cuja bandeira a embarcação arvora. Tais estados têm a obrigação, quanto aos seus navios de bandeira, em alto-mar, prevista pela Convenção das Nações Unidas sobre o Direito do Mar, de: (a) tomar as medidas necessárias à preservação da segurança da navegação (condições de navegabilidade dos navios, qualificação da tripulação etc.); (b) exigir dos capitães dos navios que prestem assistência a pessoas em perigo; (c) impedir transporte de escravos; (d) impedir a pirataria; e (e) impedir o tráfico de drogas. Os navios de guerra, em alto-mar, não gozam do direito de visita frente a navios estrangeiros, a não ser que haja suspeita de ilícitos como pirataria, tráfico de drogas ou de escravos.
Um estado costeiro pode, contudo, exercer o direito de perseguição contra navios estrangeiros desde que ela se inicie ainda dentro das águas interiores, do mar territorial, da zona contígua ou da zona econômica exclusiva. Tal perseguição pode ser efetuada por navio ou aeronave do estado costeiro.

## Pesca
A pesca em alto-mar é regulada pela Convenção das Nações Unidas sobre o Direito do Mar e por diversos outros tratados específicos, como os relativos aos atuns (por exemplo, a Convenção Internacional para a Preservação do Atum Atlântico) ou às baleias (Convenção Internacional para a Regulamentação da Pesca da Baleia). A Convenção determina que os estados membros cooperem para a conservação e a boa gestão dos recursos vivos em alto-mar.

## Hidrovias internacionais
Vários tratados internacionais estabeleceram a liberdade de navegação em mares semifechados.
- A Convenção de Copenhaga de 1857 abriu o acesso ao Báltico, abolindo as taxas de passagem do Øresund e tornando os estreitos dinamarqueses uma via navegável internacional livre para toda a navegação comercial. Separadamente, a Portaria Real de 1999 regula o acesso de navios de guerra estrangeiros às águas dinamarquesas.
- Várias convenções abriram o Bósforo e Dardanelos à navegação. A última, a Convenção de Montreux sobre o Regime dos Estreitos Turcos, mantém o estatuto de via navegável internacional.

Outros tratados internacionais abriram rios, que não são tradicionalmente hidrovias internacionais.
- A bacia do Rio da Prata, incluindo os rios Paraná, Uruguai e Paraguai, está legalmente aberta a todos os navios comerciais internacionais sem restrições, nomeadamente dá acesso marítimo ao Paraguai e à Bolívia, sem litoral.
- O rio Danúbio é uma via navegável internacional para que a Alemanha e a Croácia, bem como a Áustria, a Eslováquia, a Hungria, a Sérvia e a Moldávia, sem litoral, possam ter acesso seguro ao Mar Negro.

## Disputas por águas internacionais

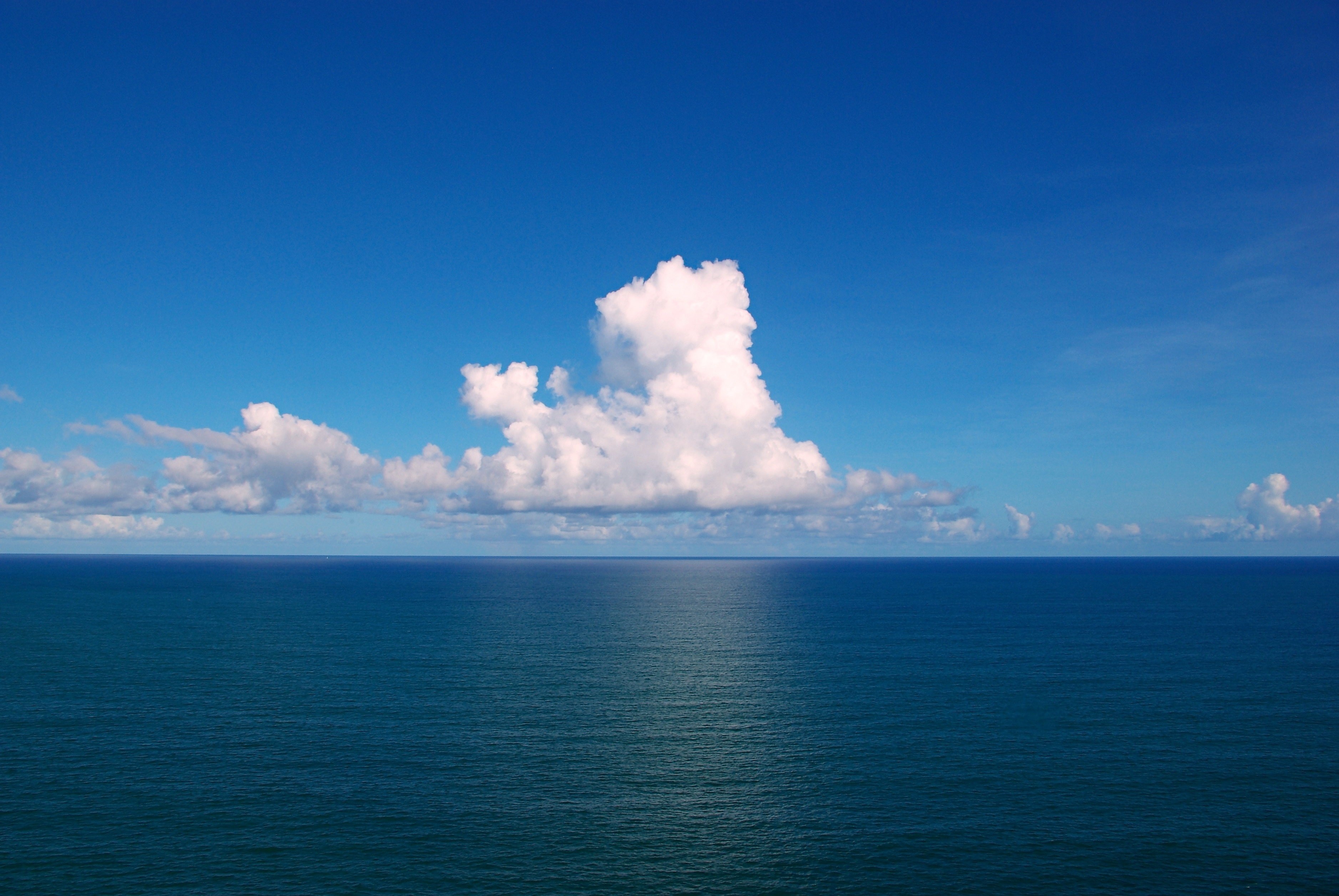
O Oceano Atlântico tem as rotas de comércio oceânico mais movimentadas do mundo.

As atuais disputas não resolvidas sobre se determinadas águas são "águas internacionais" incluem:
- Oceano Ártico: Enquanto Canadá, Dinamarca, Rússia e Noruega consideram partes dos mares árticos como águas nacionais ou águas internas, a maioria dos países da União Europeia e os Estados Unidos consideram oficialmente toda a região como águas internacionais. A Passagem do Noroeste através do Arquipélago Ártico é um dos exemplos mais proeminentes, com o Canadá reivindicando-a como águas internas, enquanto os Estados Unidos e a União Europeia a consideram um estreito internacional.
- Oceano Antártico: A reivindicação australiana de uma zona econômica exclusiva (ZEE) na Antártida é contestada pelo Japão.
- Okinotorishima: A reivindicação japonesa de uma ZEE em torno de Okinotorishima é contestada pela China, Coreia do Sul e Taiwan.
- Mar da China Meridional: Existem disputas entre Brunei, China, Indonésia, Malásia, Filipinas, Taiwan e Vietnã.

## Águas internacionais subterrâneas
Quando um corpo de água subterrâneo transcende as fronteiras internacionais, o termo aquífero transfronteiriço se aplica.
A UNESCO reconheceu a questão em várias publicações como Aquíferos Transfronteiriços, Desafios e o caminho a seguir.
Outro termo que se refere às águas internacionais subterrâneas é Transboundariness. É um conceito, uma medida e uma abordagem introduzida pela primeira vez em 2017. A relevância desta abordagem é que as características físicas dos aquíferos se tornam apenas variáveis adicionais entre o amplo espectro de considerações sobre a natureza transfronteiriça de um aquífero:
- social (população);
- econômico (produtividade de águas subterrâneas);
- política (como transfronteiras);
- pesquisas ou dados disponíveis;
- qualidade e quantidade de água;
- outras questões que regem a agenda (segurança, comércio, imigração e assim por diante).

A discussão muda da tradicional questão de "o aquífero é transfronteiriço?" para "quão transfronteiriço é o aquífero?".
Os contextos socioeconômicos e políticos efetivamente sobrecarregam as características físicas do aquífero, adicionando seu correspondente valor geoestratégico (sua transfronteiras).
Os critérios propostos por esta abordagem tentam encapsular e medir todas as variáveis potenciais que desempenham um papel na definição da natureza transfronteiriça de um aquífero e seus limites multidimensionais.